# Capacitados
Capacitados es una serie documental producida por Ovideo para TVE en colaboración con la ONCE y su fundación. Consta de 13 capítulos de 30 minutos de duración en los que personajes reconocidos del mundo del deporte, el arte y la cultura españoles vivir el día a día de una persona con discapacidad física, sensorial, mental o intelectual, siendo ayudados en su adaptación por una persona que sí posee esa discapacidad. 

## Famosos que aparecen en el programa
- Roberto Soldado, futbolista del Valencia Club de Fútbol y la Selección Española de Fútbol.
- Jorge Lorenzo, motociclista (bicampeón del mundo en 250 cc y bicampeón del mundo en MotoGP.
- Guillermo Campra, actor.
- Carmen Machi, actriz.
- Ouka Lele, fotógrafa.
- Juan Carlos Ferrero, tenista
- Rudy Fernández, jugador de baloncesto.
- Marta Fernández Farrés, jugadora de baloncesto.
- Xavier Trías, alcalde de Barcelona.
- Miguel Ángel García Nieto, alcalde de Ávila.
- Javier Limón, compositor.
- Tricicle, compañía de teatro.
- Lolita, cantante.
- María Valverde, actriz.
- Edurne Pasabán, alpinista
- Alberto Contador, ciclista.
- Juan Carlos Ferrero, tenista.
- Yayo Daporta Cheff, presentador.
- Hugo Silva, actor.
- Poty el Bailarín, coreógrafo.
- Helen Herrero, presidenta de HP Espaá y Portugal.
- Fernando Sanz, presentador.
- Javier Mariscal, dibujante y diseñador.
- Rosa García, presidenta de Siemens España.
- Anne Igartiburu, presentadora y actriz.
- Javier García, cantante
- Jesús Álvarez Cervantes, periodista.
- José Mota, humorista.

## Episodios
| Temporada | Temporada | Episodios | Estreno                  | Final               | Audiencia    | Audiencia | Audiencia |
| Temporada | Temporada | Episodios | Estreno                  | Final               | Espectadores | Cuota     |           |
| --------- | --------- | --------- | ------------------------ | ------------------- | ------------ | --------- | --------- |
|           | 1         | 13        | 30 de septiembre de 2012 | 6 de enero de 2013  |              |           |           |
|           | 2         | 12        | 16 de mayo de 2015       | 1 de agosto de 2015 |              |           |           |
| Total     | Total     | 25        | 2012                     | 2015                | —            | —         |           |

### Primera temporada (2012-2013)
| N.º (serie) | N.º (temp.) | Título                            | Fecha de emisión         | Audiencia      |
| ----------- | ----------- | --------------------------------- | ------------------------ | -------------- |
| 1           | 1           | «Carmen Machi»                    | 30 de septiembre de 2012 | ¿?             |
| 2           | 2           | «Guillermo Campra»                | 7 de octubre de 2012     | 33.000 (0,8%)  |
| 3           | 3           | «Jorge Lorenzo»                   | 14 de octubre de 2012    | 73.000 (1,9%)  |
| 4           | 4           | «Ouka Leele»                      | 21 de octubre de 2012    | 162.000 (1,1%) |
| 5           | 5           | «Rudy Fernández»                  | 28 de octubre de 2012    | 181.000 (1,1%) |
| 6           | 6           | «Roberto Soldado»                 | 4 de noviembre de 2012   | 193.000 (1,2%) |
| 7           | 7           | «Alcaldes»                        | 11 de noviembre de 2012  | 144.000 (0,9%) |
| 8           | 8           | «Javier Limón»                    | 18 de noviembre de 2012  | 181.000 (1%)   |
| 9           | 9           | «Tricicle»                        | 25 de noviembre de 2012  | 133.000 (0,8%) |
| 10          | 10          | «Lolita»                          | 2 de diciembre de 2012   | 158.000 (0,9%) |
| 11          | 11          | «María Valverde / Teresa Valle»   | 9 de diciembre de 2012   | 264.000 (1,6%) |
| 12          | 12          | «Edurne Pasabán/Alberto Contador» | 16 de diciembre de 2012  | 197.000 (1,3%) |
| 13          | 13          | «Resumen»                         | 6 de enero de 2013       | 67.000 (0,7%)  |

### Segunda temporada (2015)
| N.º (serie) | N.º (temp.) | Título                                      | Fecha de emisión    | Audiencia      |
| ----------- | ----------- | ------------------------------------------- | ------------------- | -------------- |
| 14          | 1           | «Juan Carlos Ferrero»                       | 16 de mayo de 2015  | 136.000 (1,1%) |
| 15          | 2           | «Christian Sainz y Yayo Daporta Cheff»      | 23 de mayo de 2015  | 146.000 (1,2%) |
| 16          | 3           | «Judit Mascó y Ana Valdivia»                | 30 de mayo de 2015  | 16.000 (0,6%)  |
| 17          | 4           | «Hugo Silva»                                | 6 de junio de 2015  | 29.000 (1,2%)  |
| 18          | 5           | «Poty el Bailarín»                          | 13 de junio de 2015 | 99.000 (0,8%)  |
| 19          | 6           | «Helen Herrero y Fernando Sanz»             | 20 de junio de 2015 | 15.000 (0,7%)  |
| 20          | 7           | «Javier Mariscal y Gustavo Díaz»            | 27 de junio de 2015 | 131.000 (1,1%) |
| 21          | 8           | «Rosa García, presidenta de Siemens España» | 4 de julio de 2015  | 18.000 (0,8%)  |
| 22          | 9           | «Anne Igartiburu y Javier García»           | 11 de julio de 2015 | 46.000 (2,2%)  |
| 23          | 10          | «Jesús Álvarez Cervantes»                   | 18 de julio de 2015 | 30.000 (1,4%)  |
| 24          | 11          | «José Mota»                                 | 25 de julio de 2015 | 188.000 (1,8%) |
| 25          | 12          | «Resumen (I)»                               | 1 de agosto de 2015 | 41.000 (2,1%)  |

## Premios
- Premio Valores en los Premios Zapping 2013[1]
- Oro en los Premios Eficacia. 2010.
- Sol de Platino Festival El Sol 2010[2]
- Gran Premio Echo Awards. 2010.
- Echo de Oro en Not-for-profit. 2010.
- Oro en los Premios Eficacia. 2010.
- Premio Aspid a la Comunicación que otorga la Asociación de Parapléjicos y Discapacitados Físicos de Lleida. 2015.
- Premio del Observatorio de la Comunicación y Responsabilidad Empresarial. 2016.